# Hewitt Bay
Hewitt Bay är en vik i Antarktis. Den ligger i Västantarktis. Argentina, Chile och Storbritannien gör anspråk på området.
Trakten runt Hewitt Bay är nära nog obefolkad, med mindre än två invånare per kvadratkilometer.